# Grande alliance démocratique
Ne doit pas être confondu avec Alliance démocratique islamique.
Pour les articles homonymes, voir GDA.
La Grande alliance démocratique (en ourdou : گرینڈ ڈیموکریٹک الائنس ; en anglais : Grand Democratic Alliance, GDA) est une alliance politique pakistanaise fondée le 23 octobre 2017 par des partis politiques originaires de la province du Sind. Opposée au Parti du peuple pakistanais (PPP) qui dirige la province depuis 2008, la coalition tente d'unir diverses forces politiques à l'occasion des élections législatives de 2018. 
L'alliance est d'abord fondée autour de la Ligue musulmane du Pakistan (F), troisième force politique de l'Assemblée provinciale du Sind entre 2013 et 2018. Elle est rejointe par le Parti national du peuple, le Parti des travailleurs du peuple pakistanais (une scission du PPP), Awami Tahreek et la Ligue musulmane populaire. Deux personnalités emblématiques du PPP rejoignent l'alliance, Zulfiqar Mirza et sa femme Fahmida Mirza.
Lors des élections législatives de 2018, l'alliance réalise une performance finalement modeste avec 2,4 % des voix et trois députés fédéraux élus, soit cinq élus de moins que ce qu'avaient les partis membres de l'alliance lors de la précédente législature. À l'Assemblée provinciale du Sind, la Grande alliance remporte toutefois quatorze sièges, soit un de plus, mais n'est que la quatrième force politique. En termes de votes populaires, l'alliance réunit d'ailleurs 15 % des voix dans la province, la deuxième meilleure performance.
L'alliance rejoint ensuite la coalition gouvernementale du Premier ministre Imran Khan et Fahmida Mirza intègre le cabinet fédéral en devenant ministre de la Coordination provinciale. 